# Wolfgang Döblin
Wolfgang Döblin, conhecido na França como Vincent Doblin (Berlim, 17 de março de 1915 — Housseras, 21 de junho de 1940), foi um matemático franco-alemão.